# Orłowce (województwo lubuskie)
Orłowce (niem. Adlerhorst) – wieś w Polsce, w województwie lubuskim, w powiecie międzyrzeckim, w gminie Przytoczna.

## Nazwa
Dawna niemiecka nazwa miejscowości to Orlowce.
12 lutego 1948 r. ustalono urzędową polską nazwę miejscowości – Orłowce, określając drugi przypadek jako Orłowiec, a przymiotnik – orłowiecki.

## Administracja
W latach 1975–1998 miejscowość administracyjnie należała do województwa gorzowskiego.

## Historia
W okresie Wielkiego Księstwa Poznańskiego (1815-1848) miejscowość wzmiankowana jako Orłowce Olendry należała do wsi mniejszych w ówczesnym pruskim powiecie Międzyrzecz w rejencji poznańskiej. Orłowce Olendry należały do okręgu rokitnickiego tego powiatu i stanowiły część majątku Goraj, którego właścicielem był wówczas Prusimski. Według spisu urzędowego z 1837 roku wieś liczyła 66 mieszkańców, którzy zamieszkiwali 10 dymów (domostw).